# Bill Cantrell
 William «Wild Bill» Cantrell  (31 de gener del 1908, West Point - 22 de gener del 1996) va ser un pilot estatunidenc de curses automobilístiques. Cantrell va córrer a la Champ Car a les temporades 1948-1950 incloent-hi la cursa de les 500 milles d'Indianapolis d'aquests anys.

## Resultats a la Indy 500
| Any    | Cotxe  | Sortida | Velocitat mitjana | Posició | Final  | Voltes | Voltes líder | Retirat          |
| ------ | ------ | ------- | ----------------- | ------- | ------ | ------ | ------------ | ---------------- |
| 1948   | 36     | 7       | 123.733           | 22      | 16     | 161    | 0            | Direcció         |
| 1949   | 74     | 30      | 127.191           | 23      | 21     | 95     | 0            | Palier           |
| 1950   | 24*    | -       | -                 | -       | 27     | 108    | 0            | Pressió de l'oli |
| Totals | Totals | Totals  | Totals            | Totals  | Totals | 256    | 0            |                  |

| Curses       | 3 |
| Poles        | 0 |
| Voltes líder | 0 |
| Victòries    | 0 |
| Top 5        | 0 |
| Top 10       | 0 |
| Retirades    | 3 |

(*) Cotxe compartit.

## A la F1
El Gran Premi d'Indianapolis 500 va formar part del calendari del campionat del món de la Fórmula 1 entre les temporades 1950 a la 1960. Els pilots que competien a la Indy durant aquests anys també eren comptabilitats pel campionat de la F1. Bill Cantrell va participar en 1 cursa de F1, debutant al Gran Premi d'Indianapolis 500 del 1950.

### Palmarès a la F1
- Participacions: 1
- Poles: 0
- Voltes Ràpides: 0
- Victòries: 0
- Pòdiums: 0
- Punts vàlids per la F1: 0